# Кавалер-сюр-Мер
Кавале́р-сюр-Мер (фр. Cavalaire-sur-Mer) — коммуна на юго-востоке Франции в регионе Прованс — Альпы — Лазурный берег, департамент Вар, округ Драгиньян, кантон Сент-Максим.
Площадь коммуны — 16,74 км², население — 6351 человек (2006) с выраженной тенденцией к росту: 7062 человека (2012), плотность населения — 422,0 чел/км².

## Географическое положение
Согласно административно территориального деления Франции коммуна входит в состав кантона Сент-Максим округа Драгиньян. Собственно коммуна лежит на средиземноморском побережье Франции, в бухте Кавалер, между коммунами Сен-Тропе и Ле-Лаванду. На её севере находятся горы Мор. До Марселя на западе и до Ниццы на востоке от Кавалер-сюр-Мер — по 120 километров. Населённый пункт расположен на трассе старой железной дороги Сен-Рафаэль — Тулон (иногда называемой Train Pignes и ныне несуществующей). Тем не менее, трасса старой железнодорожной линии до сих пор отчётливо прослеживается и по её пути курсирует «автопоезд Pignes» (в большей части вдоль берега от Ле-Лаванду до Сен-Рафаэля). Расстояние до находящегося на северо-востоке Сен-Тропе по шоссе — 18 километров.

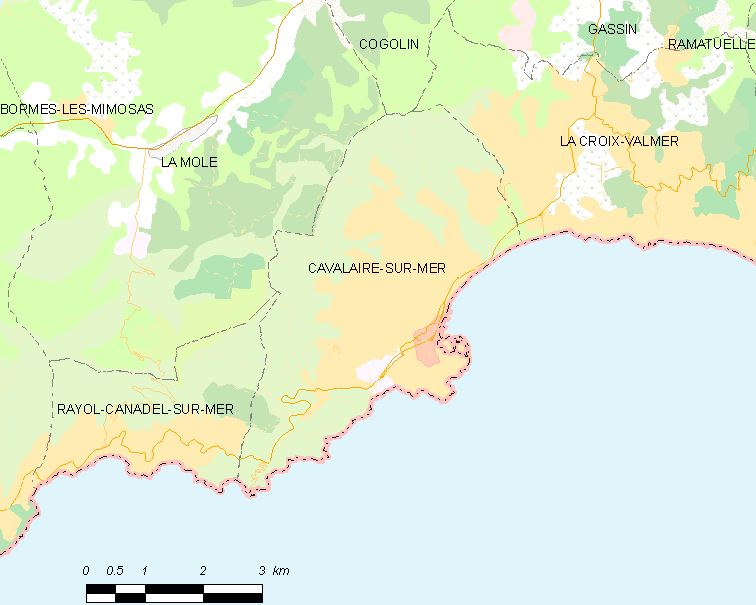
На карте
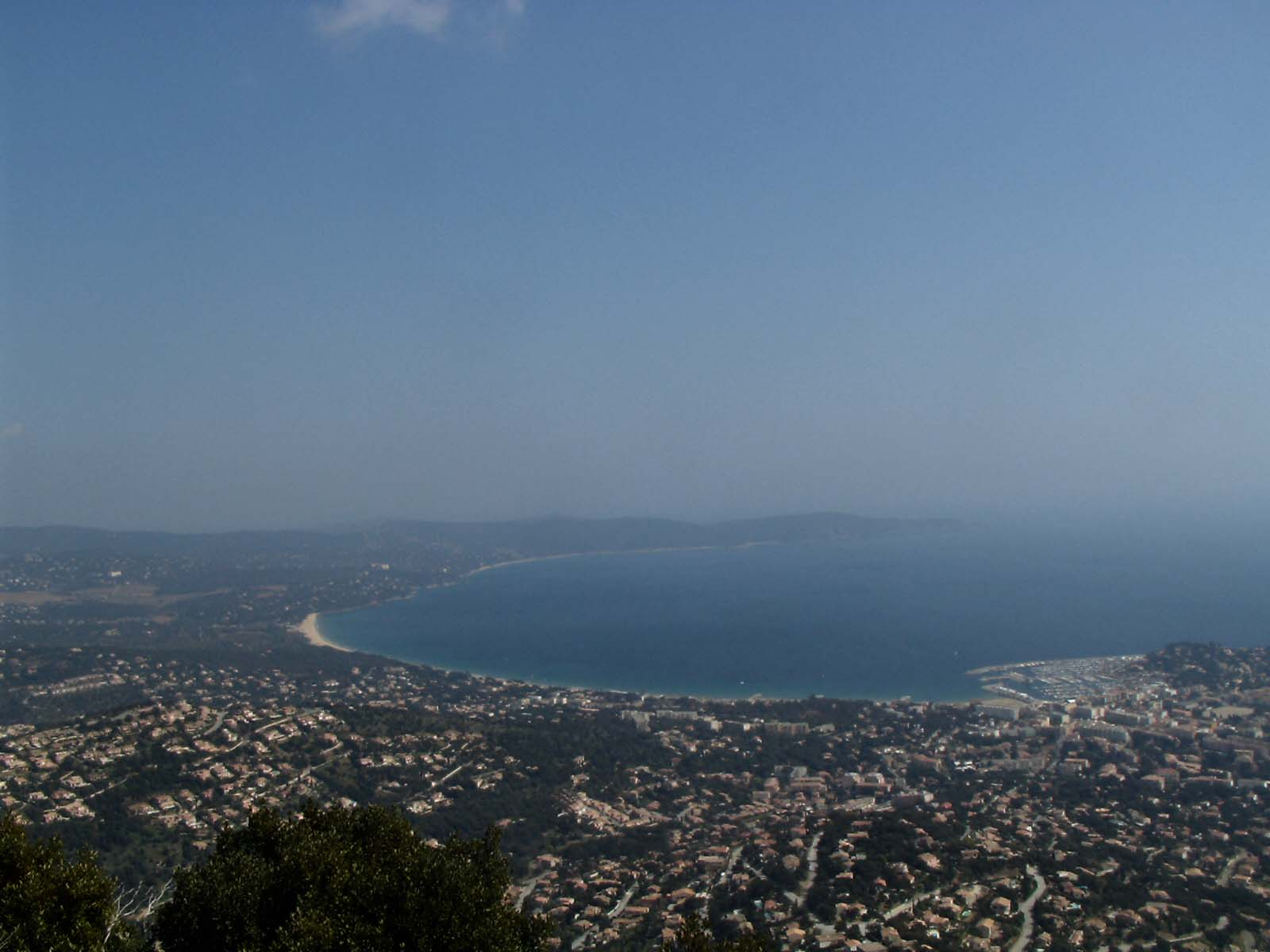
Залив Кавалер
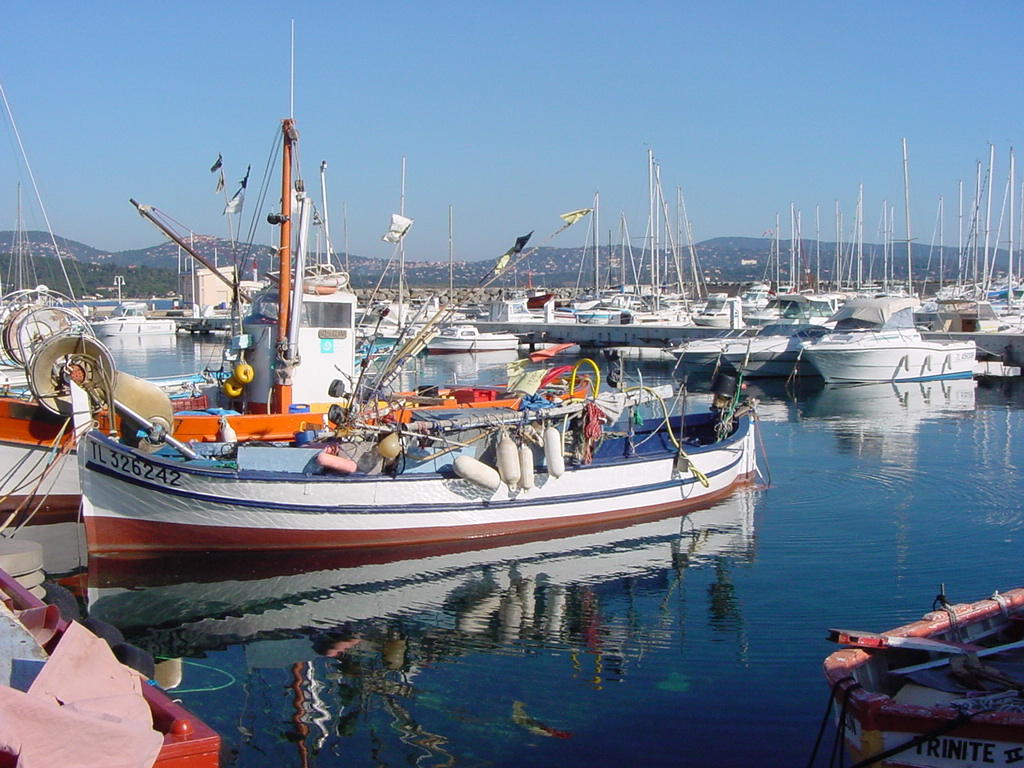
Яхт-порт в бухте Кавалер

В бухте Кавалер находятся городской песчаный пляж длиной в 3 километра и яхт-порт на 1200 причальных мест.

## Население
Население коммуны в 2011 году составляло — 6975 человек, а в 2012 году — 7062 человека.
| 1962 | 1968 | 1975 | 1982 | 1990 | 1999 | 2006 | 2008 | 2011 | 2012 |
| ---- | ---- | ---- | ---- | ---- | ---- | ---- | ---- | ---- | ---- |
| 1372 | 2116 | 2710 | 3912 | 4188 | 5237 | 6351 | 6667 | 6975 | 7062 |

Динамика населения:

## Экономика
В 2010 году из 3919 человек трудоспособного возраста (от 15 до 64 лет) 2695 были экономически активными, 1224 — неактивными (показатель активности 68,8 %, в 1999 году — 66,2 %). Из 2695 активных трудоспособных жителей работали 2379 человек (1272 мужчины и 1107 женщин), 316 числились безработными (135 мужчин и 181 женщина). Среди 1224 трудоспособных неактивных граждан 254 были учениками либо студентами, 552 — пенсионерами, а ещё 418 — были неактивны в силу других причин.
На протяжении 2010 года в коммуне числилось 3593 облагаемых налогом домохозяйства, в которых проживало 7411,5 человек. При этом медиана доходов составила 20 тысяч 229 евро на одного налогоплательщика.

## История

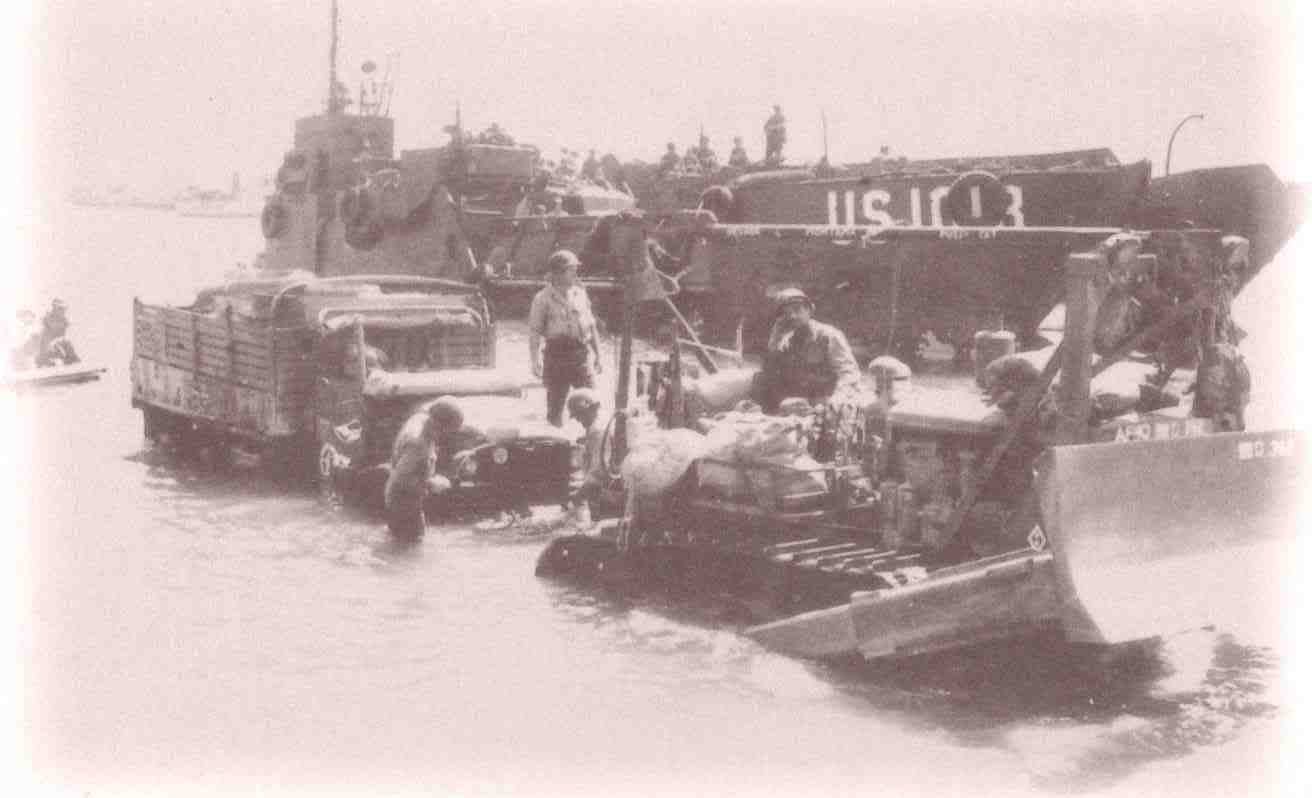
Высадка войск союзников (Кавалер-сюр-Мер, 1944 год).

Первое поселение на территории нынешней коммуны было финикийским, носившим позднее, в греко-римские времена наименование Гераклея Какабария (Héracléa Cacabaria). В местечке Пардигон были обнаружены артефакты, относящиеся к галло-римской эпохе истории Прованса.
Коммуна Кавалер-сюр-Мер была создана в 1929 году путём её отделения от соседней коммуны Гассен.
В 1944 году, во время Второй мировой войны, на территории коммуны происходили ожесточённые бои между высадившимися здесь войсками союзников и немецкими частями (операция «Драгун»). Главные силы союзников антигитлеровской коалиции высадились 15 августа 1944 года в 8:00 утра. 3-я дивизия высадилась возле города Кавалер-сюр-Мер (сектор «Alpha»), 45-я возле Сен-Тропе (сектор «Betta»), а 36-я в бухте Фрежюс у города Сен-Рафаэль (сектор «Camel»). На первых двух участках сопротивление было очень незначительным.

## Города-партнёры
- Вольфах, Германия
- Санта-Маргерита-Лигуре, Италия
- Нью-Порт-Ричи, США
- Жимей, Китай